# The Time is Now
«The Time is Now» es una canción de 2005 utilizada como el tema de entrada del luchador profesional John Cena, como parte del álbum debut de Cena y Tha Trademarc, You Can't See Me. La canción fue lanzada el 17 de marzo de 2005, como sencillo principal del álbum en Columbia y WWE Music Group. La canción fue lanzada como sencillo en iTunes Store el 20 de junio de 2011.
En el año 2015, la canción se hizo ampliamente conocida por ser parte del meme de Internet, Unexpected John Cena.

## Composición
The Time Is Now fue compuesta por Cena junto con su primo, Marc Predka (más conocido por su nombre artístico Tha Trademarc). Habiendo grabado el álbum con Cena, Predka apareció en prácticamente todas las pistas del álbum. La producción estuvo a cargo de Jake One. La canción contiene muestras de "Ante Up" de MOP que a su vez muestra "Soul Sister, Brown Sugar" de Sam & Dave, y la interpretación de Pete Schofield y The Canadians de "The Night the Lights Went Out in Georgia" originalmente de Vicki Lawrence.
El 14 de octubre de 2008, MOP presentó una demanda en un Tribunal Federal de Nueva York contra Sony BMG, Stephanie Music Publishing, Cherry Lane Music Publishing Company, WWE y el propio John Cena. El grupo alegó que se plagiaron partes de su canción "Ante Up" para su tema principal, argumentando que la canción fue muestreada ilegalmente y claramente repetida tres veces, durante la introducción, el segundo y tercer coro. MOP solicitó la destrucción de la canción y 150.000 dólares en concepto de daños y perjuicios. Retiraron la demanda dos meses después.